# Tsar Kolokol

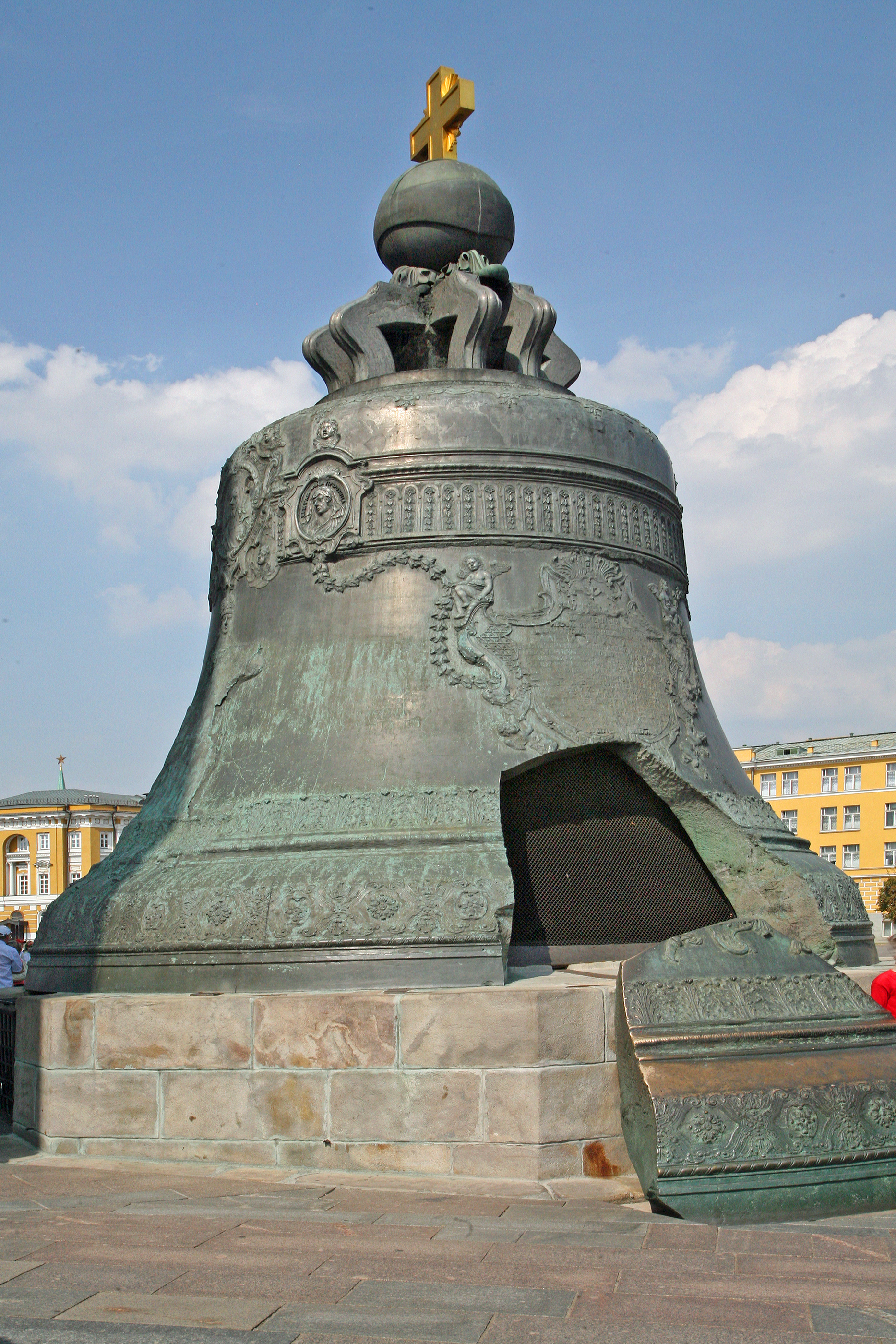
Photo de la cloche Tsar Kolokol.

Tsar Kolokol (En russe: Царь–колокол, « Tsar des cloches » en français) est un maître-bourdon en bronze qu'on peut voir au Kremlin de Moscou. Pesant 201 924 kg, haut de 6,24 mètres, et d'un diamètre de 6,60 mètres, il a été fondu en 1735 par une équipe de 200 hommes, supervisés par les maîtres artisans Ivan Motorin (en) puis son fils Mikhail, à la demande de la tsarine Anna Ire, pour réaliser le rêve de son grand-père Alexis Ier. Ses ornementations comme les portraits et textes ont été faites par V. Kobelev, P. Galkin, P. Kokhtev, P. Serebryakov et P. Lukovnikov.
En mai 1737, lors d'un incendie, cette cloche s'est brisée en tombant du beffroi dans la fosse de coulée. Le poids de la cloche et du battant ont été fatals au métal, fragilisé par la température où le feu l'avait porté. Un éclat de 11,5 tonnes s'en est détaché. La fosse a été comblée. La cloche Tsar Kolokol n'a été déterrée qu'en 1836 par l'architecte Auguste Ricard de Montferrand, et déposée à son emplacement actuel, à côté de la tour d'Ivan Le Grand.
La Tsar Kolokol succède à deux autres cloches également appelées tsar de (toutes le)s cloches : une première au début du XVIIe siècle, et une seconde en 1654, pesant environ 130 tonnes, détruite en 1701. Il semblerait que ces cloches ont été détruites dans le but de les refondre en plus grand, jusqu'à la troisième génération[réf. nécessaire].
L'analyse de l'alliage, effectuée par le laboratoire impérial du corps des mines, à partir d'un morceau brisé, a révélé les composants suivants : 
- cuivre 84,51 %
- étain 13,21 %
- soufre 1,25 %
- divers (zinc, arsenic...) 1,03 %.

Le qualificatif Tsar de..., dans le nom de cette cloche, provient d'une habitude russe de nommer ainsi toutes sortes de très grandes réalisations, comme Tsar Bomba, la plus puissante bombe à hydrogène à avoir explosé (nommée ainsi par les Américains), ou comme Tsar Pouchka, le plus grand obusier jamais construit.

## Galerie

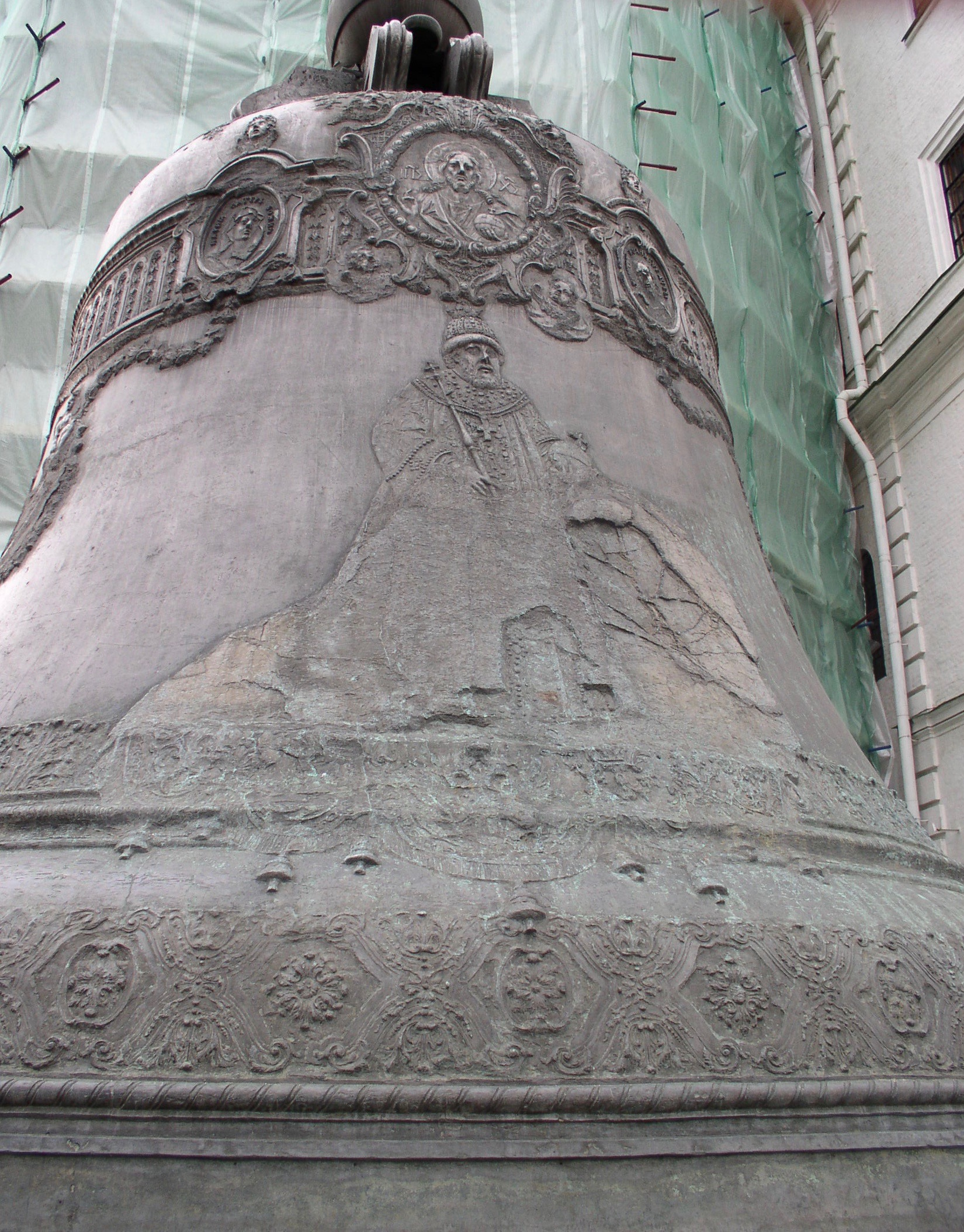
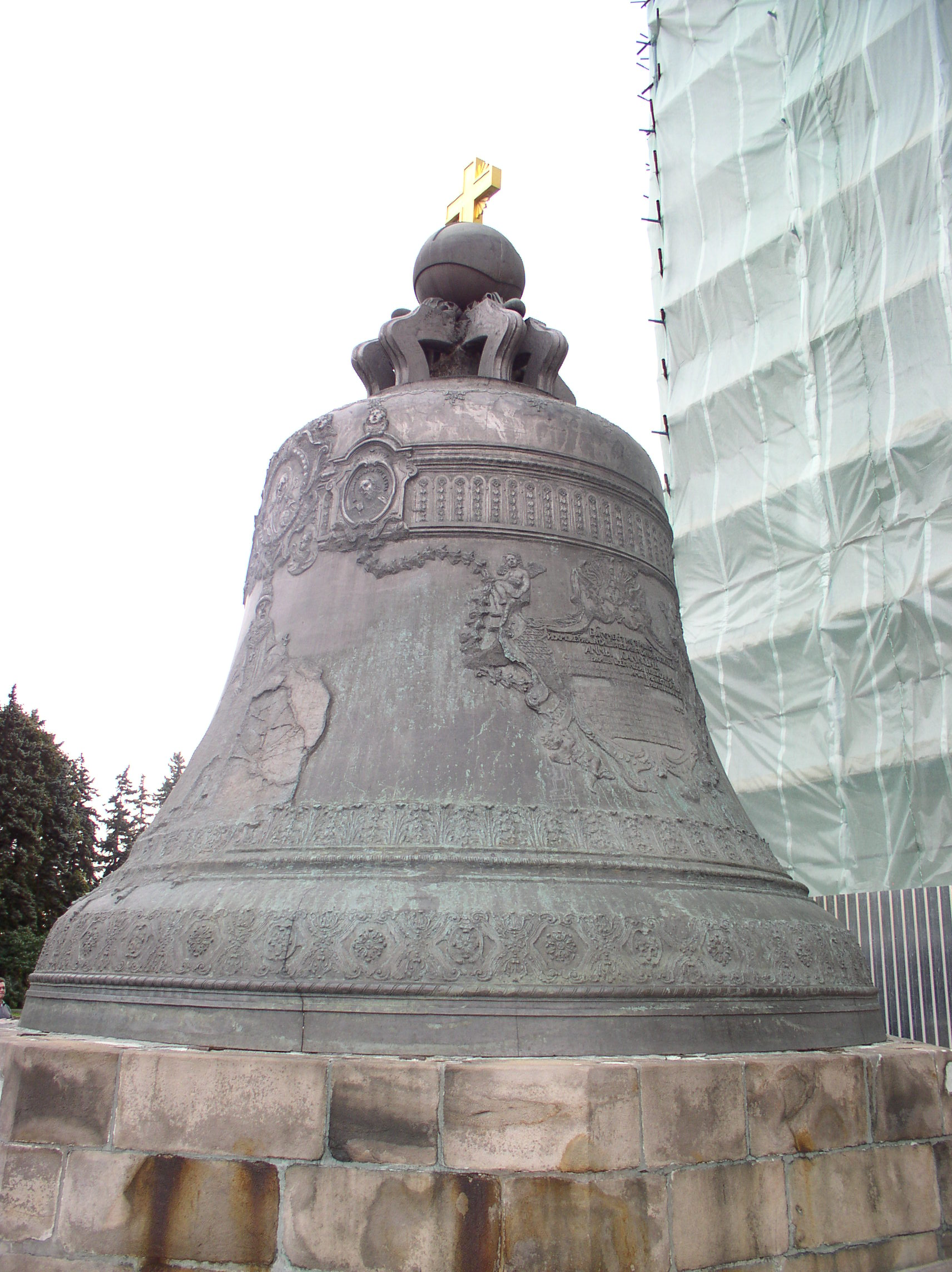
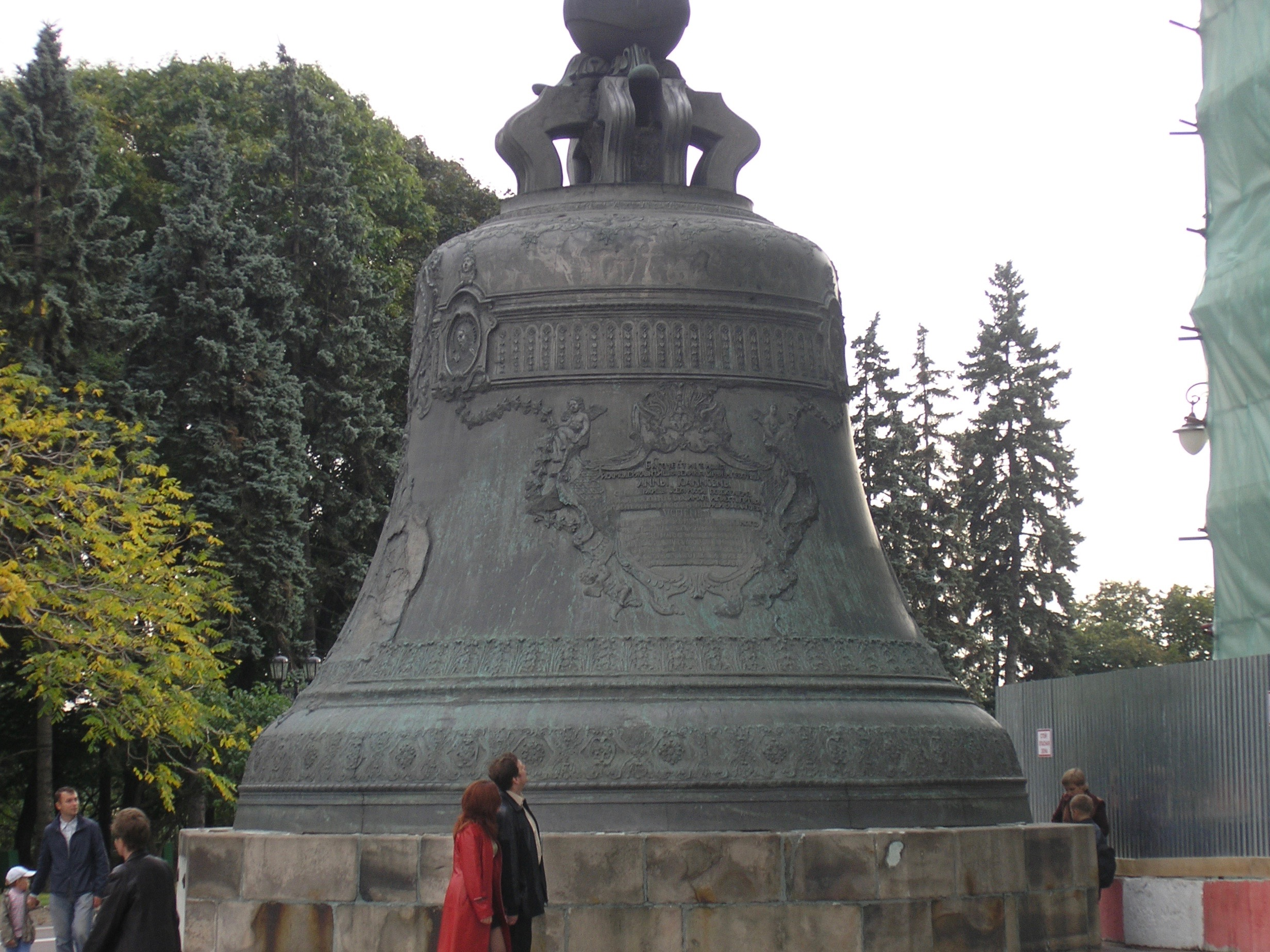
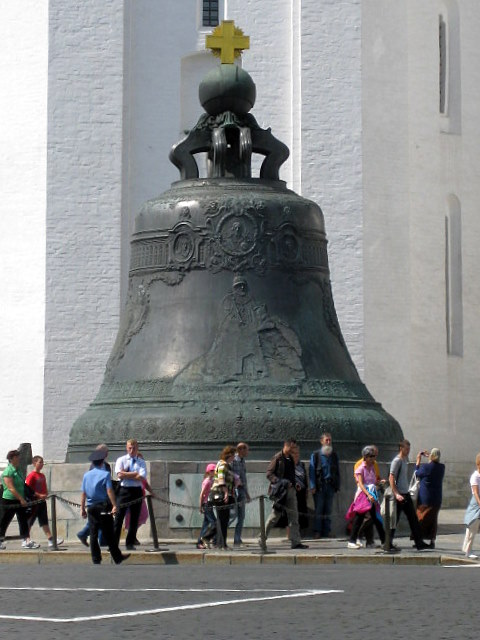